# 青木麻里子现象

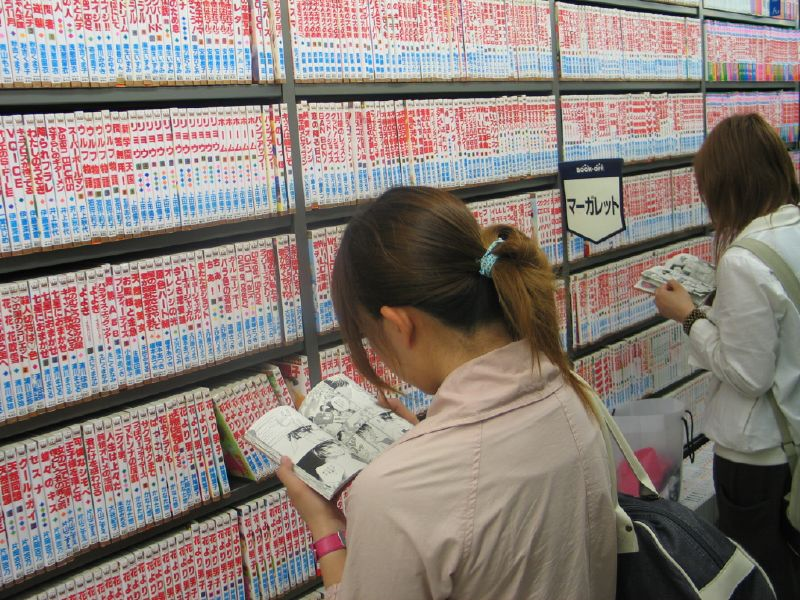
在图书馆站着看书的日本顾客

青木麻里子现象或称青木真理子现象（日语：／ Aoki Mariko genshō）指的是人们进入书店后突然想排便的冲动现象。这个名字由来于1985年提到这一现象的一名女士的名字。 据涩谷翔三称，截至2014年，去书店想排便的具体原因仍不清楚，该现象已被涩谷翔三报道。有些人对这种奇怪的现象首先是否真的存在表示怀疑，它有时被視为一种都市传说，而一些知识分子则试图用生理学和心理学的知识来澄清这种现象的机制。
一个人在书店里突然意识到有排便冲动的这一系列过程，不能用单一的病理生理学概念来解释，至少从现在的医学角度是这样。 根据一些考虑，即使这种现象的存在得到充分认可，也很难将其视为特定疾病的概念（例如青木麻里子病）。另一方面，不少医学专家尤其是临床医生，在提到这种现象时会使用现有的诊断学和病理学医学术语，这也是事实。 为方便起见，本节也沿用这一立场，比照适用现有医学术语的表述：“酒田阿马 (酒田あまれ)”。